# Іллінська сільська рада (Вілейський район)
Іллінська сільська рада, Ільїнська сільська рада (біл. Ільлянскі сельсавет) — адміністративно-територіальна одиниця в складі Вілейського району розташована в Мінській області Білорусі. Адміністративний центр — Ілля.
Ільїнська сільська рада розташована на межі центральної Білорусі, у північній частині Мінської області орієнтовне розташування — супутникові знимки [Архівовано 6 квітня 2013 у WebCite], на південний схід від Вілейки.
До складу сільради входять 28 населених пунктів:
- Борсуки
- Безводне
- Бояри
- Будище
- Гороватка
- Дворець
- Забір'я
- Заріччя
- Ілля
- Ільїнські Хутори
- Капустино
- Ковалі
- Ковшевичі
- Колодчино
- Козли
- Криниця 1
- Криниця 2
- Коритниця
- Котовка
- Леповщина
- Ободівці
- Вільхівка
- Остюковичі
- Партизанський
- Судники
- Соколи
- Цегельня
- Шарочиха